# سیارک ۲۴۴۲۲
سیارک ۲۴۴۲۲ (به انگلیسی: 24422 Helentressa، نامگذاری:2000CF3) بیست و چهار هزار و چهارصد و بیست و دومین سیارک کشف شده‌است که در ۲ فوریه ۲۰۰۰ کشف شد.
قدر مطلق سیارک برابر ۱۲.۹ است.